# Pachnoda berliozi
Espèce
Pachnoda berliozi est une espèce africaine d'insectes coléoptères de la sous-famille des Cetoniinae (famille des Scarabaeidae).

## Régime alimentaire
Comme chez les autres cétoines, la larve de Pachnoda berliozi vit dans le bois mort (terreau ou bois décomposé). Les adultes se nourrissent de matière végétale (pollens, fruits).

## Systématique
Le nom valide complet (avec auteur) de ce taxon est Pachnoda berliozi Rigout (d), 1979.

## Étymologie
Son épithète spécifique, berliozi, lui a été donnée en l'honneur du zoologiste Jacques Berlioz (1891-1975) qui collecta cette espèce avec Jean Brunel.